# Sigaol Barat
Sigaol Barat is een bestuurslaag in het regentschap Toba Samosir van de provincie Noord-Sumatra, Indonesië. Sigaol Barat telt 326 inwoners (volkstelling 2010).